# 鴨川令徳高等学校

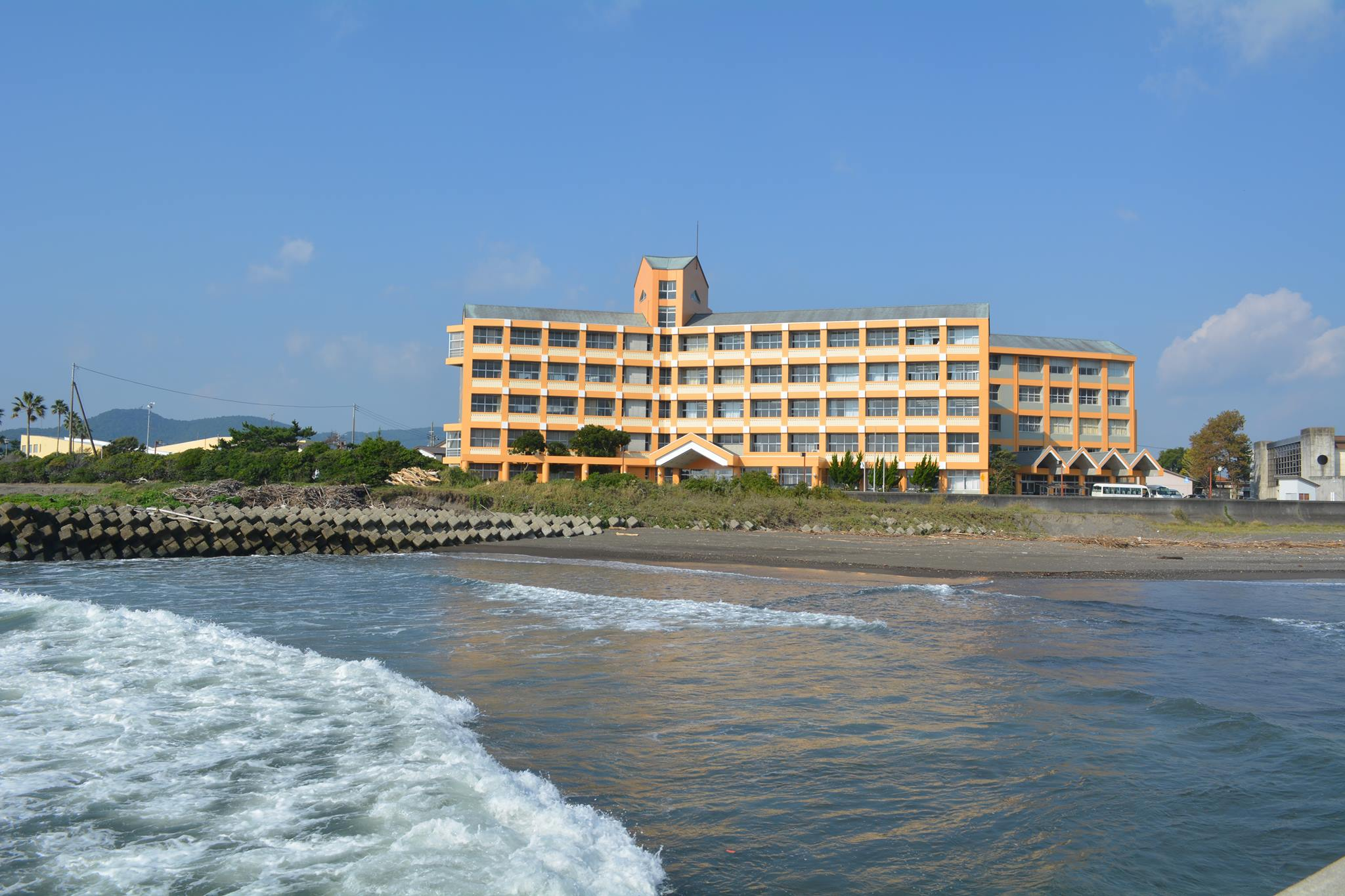
太平洋に面している

鴨川令徳高等学校（かもがわれいとくこうとうがっこう）は、千葉県鴨川市横渚にある私立高等学校。

## 沿革
- 1929年4月18日 - 長狭実践女学校として創立。
- 1931年1月25日 - 長狭高等実践女学校に改称。
- 1943年4月1日 - 財団法人長狭高等女学校と改称（高等女学校令）。
- 1948年3月31日 - 南総学園高等学校に改称。
- 1951年2月1日 - 学校法人横尾学園鴨川第一高等学校（普通科・商業科・情報処理科）に改称。
- 2000年4月1日 - 商業科の募集を停止。
- 2001年4月1日 - 普通科と情報処理科を統合し、総合学科に再編。
- 2002年4月1日 - 学校法人鴨川横尾学園千葉未来高等学校に改称。
- 2007年4月1日 - 学校法人村山学園文理開成高等学校に改称。総合学科を廃し普通科設置。
- 2012年12月 - 千葉県が補助金の交付を凍結し、生徒募集停止を指導。5億円超の負債を抱え事実上の経営破綻状態にあると報道された[1][2][3]。こうした事態を受け、保護者会が中心となり学校存続を訴える署名並びに募金活動を展開[4]。
- 2013年1月 - 前期生徒募集中止。鈴木淳理事長就任。
- 2013年1月19日 - 学校運営機構株式会社と学校法人八洲学園が経営を引き継ぐことを表明し、学校の存続が決定。2月の後期生徒募集は行うことになった[5][6]。
- 2013年2月21日 - 設置者の学校法人村山学園が東京地方裁判所に民事再生法の適用を申請し、保全命令を受けた。2013年2月現在の負債額は約7億円[7]。
- 2013年2月26日 - 学校運営機構株式会社がスポンサーで再生手続きの開始が決定された。後期生徒募集では受験者全員合格とするも入学定員を大幅に下回り、3月に二次募集を行うことになった。
- 2013年7月17日 - 法人名称を学校法人文理開成学園文理開成高等学校に改称。
- 2014年8月6日 - 2014年8月1日付にて東京地方裁判所より民事再生手続終結の決定を受ける。
- 2016年 - 鈴木淳校長就任。
- 2020年4月1日 - 法人名称を学校法人令徳学園に、学校名を鴨川令徳高等学校に改称。
- 2020年6月22日 - ビーチコートが完成[8]。

## 学科
- 普通科（全日制・通信制）

## 部活動
文化系
- 茶道部
- 美術部
- 軽音部
- 和太鼓部
- ダンス部

スポーツ系
- ソフトテニス部
- バレー部
- サーフィン部
- ビーチサッカー部
- 野球部
- 剣道部
- バドミントン部
- サバゲー部

休部中
- バスケットボール部
- 卓球部
- 理科部
- 書道部
- 吹奏楽部
- アニメ部
- 陸上部
- 撮影部
- インターアクトクラブ
- カードゲーム部

## 最寄駅
- JR外房線・内房線安房鴨川駅（徒歩5分）

## 著名な出身者
- 本山可久子 - 女優
- 戸部洋平 - プロボクサー
- たかなししずえ - 漫画家
- 高岡蒼佑 - 元俳優
- 山岸千奈美 - プロサーファー
- 須賀大地 (The Foobars) - バンドマン（ベース）

## 作品との関わり
撮影実績
ミュージックビデオ、ドラマ、映画、再現VTRなどの撮影で使用されている。
- 乃木坂46の「そんなバカな…」（2013年発売の7thシングル「バレッタ」のカップリング曲）のMVの撮影が文理開成高校で行われ、センターの堀未央奈が当校の制服を着て登場し、生徒や保護者がエキストラとして出演した[10]。
- AKB48「目を開けたままのファーストキス」（アルバム「ここがロドスだ、ここで跳べ!」収録）MV
- SKE48「猫の尻尾がピンと立ってるように」（シングル「未来とは?」のカップリング曲）MV
- E-girls「Highschool ♡ love」MV
- Wake Up, Girls!「僕らのフロンティア」MV
- Rev. from DVL「REAL-リアル-」MV
- Silent Siren「女子校戦争」MV
- KANA-BOON「なんでもねだり」MV
- UNISON SQUARE GARDEN「放課後マリアージュ」MV
- 雀が原中学卓球部「灼熱スイッチ」（アニメ「灼熱の卓球娘」主題歌）MV
- いちなるTV 『青と水平線』MV
- ドラマ「GTO2」
- ドラマ「都市伝説の女2・トイレの花子さん」
- 映画「罪の余白」
- バラエティ番組「BF会議」
- ドラマ「CRISIS 公安機動捜査隊特捜班」
- ドラマ「真夏の少年〜19452020」

設定モデル
- 2012年放送のアニメ「輪廻のラグランジェ」で主人公達が通う鴨川女子高等学校のモデルとなった。

## 不祥事
- 2017年9月に退学処分とされた生徒の父親が学校側に復学を求めた際、父親を脅迫したとして副校長が在宅起訴され、2019年3月27日に千葉地裁より罰金20万円の判決が言い渡された。男子生徒は同級生への暴行の疑いで退学処分とされたが、その後、暴行がなかったとして、復学を求めていた。翌28日付でこの副校長は辞任した[11]。2020年12月、控訴審で無罪判決が言い渡され、検察が上告しなかったことで無罪が確定した[12]。